# Eparchia kałuska i borowska
Eparchia kałuska i borowska (Калужская и Боровская епархия) – jedna z eparchii Rosyjskiego Kościoła Prawosławnego. Powstała 26 października 1799 na mocy rezolucji cara Pawła I. Posiada dwie cerkwie katedralne: sobór Trójcy Świętej w Kałudze i sobór Zwiastowania w Borowsku. Jej zwierzchnikiem od 1990 jest metropolita Klemens (Kapalin).

## Historia
W momencie powstania eparchia obejmowała obszar guberni kałuskiej, na terenie której znajdowały się 692 parafie i 8 monasterów. Do 1917 liczba ta wzrosła do 13 samodzielnych klasztorów i dwóch filialnych, 609 cerkwi parafialnych i dalszych 94 obiektów pomocniczych. Po 1918 niemal wszystkie instytucje eparchialne zostały zlikwidowane, większość cerkwi została zamknięta. W 1937 arcybiskup kałuski i borowski Augustyn (Bielajew) został rozstrzelany pod zarzutem prowadzenia działalności kontrrewolucyjnej. Do 1942 eparchia nie posiadała zwierzchnika.
W 1945 na terenie eparchii działało 25 cerkwi, zaś 530 innych było nadal przeznaczonych na cele niesakralne lub zamkniętych. Liczba ta nie zmieniła się zasadniczo przez cały okres istnienia ZSRR, co czyniło eparchię kałuską i borowską jedną z najmniejszych w Cerkwi Rosyjskiej. Proces odnowy życia religijnego rozpoczął się dopiero po 1990.
Na terenie eparchii przechowywana jest szczególnie czczona Kałuska Ikona Matki Bożej.

## Podział administracyjny
Eparchia kałuska i borowska dzieli się na 15 dekanatów: borowski, żukowski, miasta Obninsk, małojarosławski, miasta Kaługa, taruski i fierzikowski, dzierżyński, miedyński, iznoskowski i juchnowski, kozielski i ulianowski, mieszczowski i mosalski, duminiczyński i chwastowicki, ludynoski i kirowski, kujbyszewski, spas-diemieński i bariatyński. Na terenie całej eparchii działa 168 parafii.

### Monastery
Na terenie eparchii działa siedem samodzielnych klasztorów, w tym męskie:
- Monaster Narodzenia Matki Bożej i św. Pafnucego w Borowsku
- Pustelnia św. Tichona w Kałudze
- Pustelnia Obrazu Chrystusa Nie Ludzką Ręką Uczynionego w Kłykowie
- Monaster św. Jerzego w Mieszczowie

oraz żeńskie:
- Czernoostrowski Monaster św. Mikołaja
- Monaster Kazańskiej Ikony Matki Bożej w Kałudze
- Pustelnia Narodzenia Matki Bożej w Bariatinie

Ponadto na terytorium eparchii znajdują się dwa monastery stauropigialne: Pustelnia Optyńska oraz monaster Kazańskiej Ikony Matki Bożej i św. Ambrożego z Optiny w Szamordinie.